# Sicko
Sicko er en dokumentarfilm fra 2007 af den amerikanske filmproducer og -instruktør Michael Moore. Med kritisk fokus på de private sygeforsikringsselskaber undersøger filmen USAs sundhedsvæsen, som sammenlignes med den lovregulerede kollektive sygesikring i  Canada, Storbritannien, Frankrig og Cuba.
Filmen havde verdenspremiere på filmfestivalen i Cannes 19. maj 2007.